# Cornelius Ubbo Ariëns Kappers

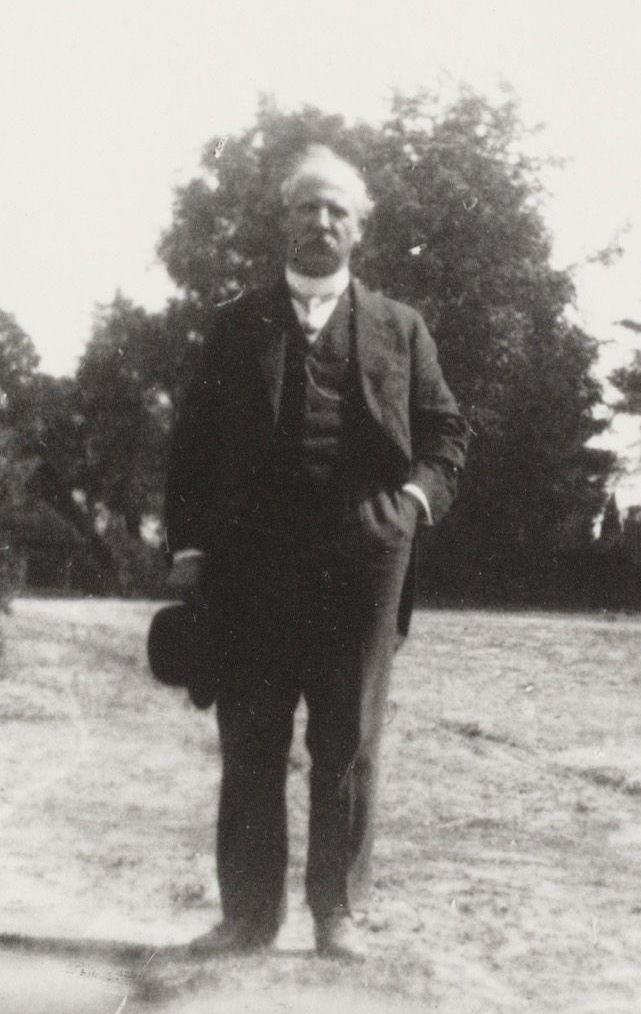
Ariëns Kappers (1922)

Cornelius Ubbo Ariëns Kappers (* 9. August 1877 in Groningen; † 28. Juli 1946 in Amsterdam) war ein niederländischer Neurologe und Neuroanatom.
Meist wird er als C. U. Ariëns Kappers zitiert.
Kappers studierte Medizin an der Universität Amsterdam, wobei er sich unter dem Anatomen Louis Bolk und dem Neurologen und Psychiater Cornelis Winkler (1855–1941) auf das Nervensystem spezialisierte. Auf Anregung von Winkler beteiligte er sich an einer Preisaufgabe der Universität Utrecht über die Entwicklung des Nervensystems und gewann den ersten Preis, wobei er die Preisarbeit an Winklers Labor ausführte. Kurz darauf (1901) absolvierte er sein Doctoraalexamen, erhielt 1903 seinen Abschluss (Diplom) als Arzt (praktizierte aber nie) und wurde 1904 cum laude promoviert mit einer Dissertation über das Nervensystem von Knochen- und Knorpelfischen. Als Postdoktorand war er an der Zoologischen Station in Neapel (1904/05) bei dem Anatomen Ludwig Edinger. Dort entdeckte er, dass Nervenzentren im Lauf der Evolution ihren Platz wechselten, was er zu einer Theorie der Neurobiotaxis entwickelte. Er war von 1909 bis zu seinem Tod 1946 Direktor des Nederlands Instituut voor Hersenonderzoek, des zentralen Instituts für Hirnforschung in Amsterdam. Er war besonders für die vergleichende Untersuchung von Gehirnen von Wirbeltieren bekannt, und sein Institut war international bekannt auf diesem Gebiet.
Er befasste sich später vor allem mit der evolutionären Entwicklung der Hirnrinde und Schädelmessungen in der Anthropologie. Nach Kappers soll sich der Sechsschichtentypus der Rindenfelder (Isocortex) phylogenetisch aus einer primitiven Dreischichtung entwickelt haben.
1922 wurde er Mitglied der Niederländischen Akademie der Wissenschaften. Die niederländische Akademie der Wissenschaften vergibt eine nach ihm benannte Medaille für Leistungen in den Neurowissenschaften. 1937 wurde er zum Ehrenmitglied (Honorary Fellow) der Royal Society of Edinburgh gewählt.
Im Zweiten Weltkrieg half er (mit dem Anthropologen Arie de Froe (1907–1992)) rund zweihundert Juden der Verfolgung zu entkommen, indem er mit seiner Reputation anthropologische Gutachten unterstützte, die diesen bescheinigten keine „rassischen“ (im Sinn der Nationalsozialisten) Merkmale von Juden zu haben.

## Schriften
- Phylogenetische Verlagerungen der motorischen Oblongatakerne, ihre Ursache und Bedeutung, Neurologisches Zentralblatt 1907, Nr. 18
- Die Vergleichende Anatomie des Nervensystems der Wirbeltiere und des Menschen, 2 Bände, Haarlem, 1920/21
  - Englische Übersetzung:  The Comparative Anatomy of the Nervous System of Vertebrates, Macmillan 1936
- An introduction to the anthropology of the Near East in ancient and recent times, Amsterdam: Noord-Hollandsche Uitgeversmaatschappij, 1934 (mit Abschnitt über Blutgruppen von Leland W. Parr)